# Mordellistena badia
Mordellistena badia är en skalbaggsart som beskrevs av Liljeblad 1945. Mordellistena badia ingår i släktet Mordellistena och familjen tornbaggar. Inga underarter finns listade i Catalogue of Life.